# 中国人民解放军陆军合成第五十三旅
合成第五十三旅（英語：53rd Combined Arms Brigade），是中国人民解放军西藏军区下辖的一个轻型合成旅。驻地西藏自治区乃东县。

## 历史
该旅前身为1968年以原中国人民公安部队西藏总队机关（代号藏字843部队）和西藏军区第一五三、四、三团为基础组建中国人民解放军历史上陆军第2个五十三师。1985年改制为山地步兵旅。2017年改制为合成旅

## 沿革[1]
参考资料：
| 部隊番號           | 使用時期            |
| ------------------ | ------------------- |
| 陆军第五十三师     | 1968年2月-1985年9月 |
| 山地步兵第五十三旅 | 1985年9月-2017年4月 |
| 合成第五十三旅     | 2017年至今          |

## 荣誉
- 护林灭火英雄班：前陆军第五十三师第一五九团一营机炮连二班[2]。